# 瓦莲京娜·波波娃
瓦莲京娜·伊万诺芙娜·波波娃（俄语：Валентина Ивановна Попова，羅馬化：Valentina Ivanovna Popova，1960年11月21日—），出生于苏姆盖特，苏联及斯洛伐克女子乒乓球运动员。她曾获得9枚欧洲乒乓球锦标赛金牌。她也参加了1988年、1992年和1996年三届奥林匹克运动会。